# آمینیا (داکوتای شمالی)
آمینیا(به انگلیسی: Amenia) شهری در ایالت داکوتای شمالی کشور ایالات متحده آمریکا است که جمعیت آن در سرشماری سال ۲۰۱۰ میلادی، ۹۴ نفر بوده‌است.